# Shadow Galactica
Shadow Galactica (シャドウギャラクティカ?, Shadō Gyarakutika) è il gruppo dei nemici della quinta serie di Sailor Moon. Sono presenti sia nell'anime che nel manga, e anche nel musical con diversi cambiamenti nella loro storia.
Si tratta di una organizzazione che raccoglie gli "Star Seed" (semi di stella nell'edizione italiana dell'anime storico), l'essenza della vita, in ogni parte della nostra galassia con lo scopo di riorganizzarla ad immagine di Chaos, forma suprema del male. Sailor Galaxia si considera la sovrana indiscussa del gruppo.

## Confronto nomi originali e adattati
| Nome giapponese                                                                     | Nome italiano         | Origine/significato del nome | Doppiatore giapponese | Doppiatore italiano |
| ----------------------------------------------------------------------------------- | --------------------- | ---------------------------- | --------------------- | ------------------- |
| Sailor Galaxia (セーラーギャラクシア?, Sērā Gyarakushia)                            | Sailor Galaxia        | Galassia                     | Mitsuko Horie         | Caterina Rochira    |
| Sailor Iron Mouse (セーラー・アイアン・マウス, Sērā Aian Mausu?)                    | Sailor Cuore di Ferro | Topo di ferro                | Eriko Hara            | Cinzia Massironi    |
| Sailor Aluminium Siren (セーラー・アルーミナム・セイレーン?, Sērā Arūminamu Seirēn) | Sailor Fantasia       | Sirena di alluminio          | Kikuko Inoue          | Loredana Nicosia    |
| Sailor Lead Crow (セーラー・レッド・クロウ?, Sērā Reddo Kurou)                      | Sailor Vulcania       | Corvo di piombo              | Chiharu Suzuka        | Monica Bonetto      |
| Sailor Tin Nyanko (セーラー・ティン・にゃんこ?, Sērā Tin Nyanko)                    | Sailor Metallia       | Gatto di stagno              | Ikue Ōtani            | Lorella De Luca     |

## Sailor Lethe e Sailor Mnemosine
Sailor Lethe (セーラー・レテ?, Sērā Rete) e Sailor Mnemosine (セーラー・ムネモシュネ?, Sērā Munemoshune) appaiono solo nel manga, nell'atto 48 e in Sailor Moon Cosmos. Sono sorelle gemelle rispettivamente guardiane del Fiume dell'oblio e del Fiume dei ricordi (nella mitologia greca il Lete era il fiume che privava i morti dei loro ricordi, mentre Mnemosine era il nome della dea della memoria. Sembra che nei pressi di un sito oracolare di Beozia ci fossero due fiumi con questi nomi) e provengono dai pianeti Lethe e Mnemosine (due astri costituenti un pianeta doppio). I loro pianeti erano piccoli, poveri, e dilaniati dalla guerra. Quando Galaxia apparve e portò morte e distruzione, le due non ebbero scelta che seguirla nella speranza di trovare un giorno la pace.
Sailor Lethe appare per la prima volta nel manga come traghettatrice del fiume desertico che protegge il palazzo di Galaxia ed intrappola Sailor Moon. Dopo aver ucciso Luna, Artemis e Diana, attacca Sailor Moon, ma viene fermata in tempo da Sailor Mnemosyne. Sailor Lethe afferma che il Cristallo d'argento di Sailor Moon è la causa di tutte le guerre, e se distrutto quindi arriverà la pace. Allora Sailor Moon decide di offrirsi in sacrificio, se ciò porterà la pace. Ma Lethe e Mnemosyne sono così commosse dal gesto di decidere di lasciarla andare, ma per punizione vengono uccise da Sailor Chi e Sailor Phi.
L'attacco di Sailor Lethe è chiamato Galactica Myosotis Alpestris. Myosotis alpestris è una pianta erbacea perenne della famiglia delle boraginaceae, il cui nome volgare è "non ti scordar di me".
Doppiate da Shiori Mikami (Sailor Lethe) e Kanae Ito (Sailor Mnemosyne)

## Sailor Chi e Sailor Phi
Sailor Chi (セーラー・カイ?, Sērā Kai) e Sailor Phi (セーラー・ファイ?, Sērā Fai) appaiono solo nel manga, nel musical e in Sailor Moon Cosmos. Sono le servitrici più fedeli e più potenti di Sailor Galaxia. I loro nomi provengono da due lettere dell'alfabeto greco, normalmente scritte Χ e Φ.
Le due guerriere sono conosciute anche come le Star Gardener, il loro ruolo è custodire lo Star Garden, costituito dal Garden Crystal, un conglomerato di Sailor Crystal raccolti da Shadow Galactica. Lo Star Garden si trova dinnanzi al Galactica Palace nella stella zero. Quando tutti i Garden Crystal vengono distrutti da Sailor Kakyuu, i frammenti si uniscono al Crystal Garden presente nella sala del trono del palazzo. Hanno anche la funzione di portavoce di Galaxia, sovraintendendo le Animamates. Sono molto simili nell'aspetto, infatti differiscono solo per il colore del vestito (verde per Sailor Phi, rosso per Sailor Chi) ma non è specificato se siano imparentate o meno, come invece lo è per Sailor Lethe e Sailor Mnemosyne.
Sailor Chi e Sailor Phi attaccano direttamente per la prima volta Sailor Moon nell'atto 56 del manga. Qui uccidono Sailor Lethe e Sailor Mnemosyne per il loro tradimento, dopodiché causano anche la morte delle Sailor Starlights. Nell'atto 57 le due si scontrano con Sailor Moon e Sailor Kakyuu. Sailor Moon grazie ai suggerimenti di Kakyuu riesce ad uccidere Sailor Phi, e per questo Sailor Chi uccide Sailor Kakyuu pugnalandola con il suo scettro. Sailor Moon in seguito uccide anche Sailor Chi.
Sailor Phi utilizza l'attacco "Galactica Plants Blizzard" con il suo scettro. Entrambe usano un attacco combinato chiamato "Galactica Cry" ed un altro insieme a Sailor Theta, Sailor Buttress e MC Fly chiamato "Sailor Galactica Attack".
Nel musical Sailor Phi è interpretata da Kaori Ishikawa, Rieko Akimoto, e Mika Komura. Sailor Chi invece da Ado Endoh, Sachiko Akimoto, e Mari Yasuda.
Doppiate da Fumie Mizusawa (Sailor Phi) e Yuka Komatsu (Sailor Chi)

## Sailor Theta
Sailor Theta, appare solo in alcuni dei musical. È una delle serve di Sailor Galaxia e la si vede sempre a giro con Sailor Phi e Sailor Chi, e come loro il suo nome deriva da una lettera dell'alfabeto greco, Θ. Theta assume l'identità di una studentessa o di una delle ballerine dei Three Lights a seconda del musical. Viene eliminata da Galaxia, insieme a Chi e Phi in seguito a numerosi fallimenti. È stata interpretata da Yūko Matsumoto e Ado Endoh.

## Sailor Buttress
Sailor Buttress (セーラー・バトレス?, Sērā Batoresu) appare solo in uno dei musical di Sailor Moon, ed è interpretata da Seki Shiroi. Sailor Buttress è un luogotenente di Sailor Galaxia, e ha il compito di impartire ordini alle veneranti, MC Fly, Chi, Phi, e Theta. Inoltre annuncia l'entrata di Galaxia, come fosse un araldo. È l'unico membro, a parte Galaxia stessa, a non avere un'identità da civile nella storia.

## MC Fly
MC Fly è un servo maschio di Galaxia, a capo di un trio di nemici ispirati ad insetti: Shadow Mantis (Sailor Phi), Shadow Bug (Sailor Chi), and Shadow Bee (Sailor Theta). Appare solo nel musical ispirato a Sailor Moon Sailor Stars. La sua vera natura è quella di un uomo-mosca, con tanto di antenne ed ali. Può teletrasportarsi ed assume le sembianze di Endymion per combattere. le lettere MC nel suo nome stanno per "Maestro Cerimoniere".
È interpretato da Ryuuji Kasahara.

## Kyaosu
Kyaosu (?, Kyaosu) è un altro servo maschio di Galaxia ed appare solo nel musical. Per tutta la storia del musical appare come un personaggio debole, goffo e un po' comico, al punto di essere battuto da Rei Hino nella sua forma umana. Soltanto alla fine del musical, rivela la sua vera identità di Chaos, il nemico finale di Sailor Moon. È interpretato da Ryuuji Kasahara.

## Sailor Animamates
Le Sailor Animamates (セーラーアニマメイツ?, Sērā Animameitsu, si presume essere un portmanteau fra le parole inglesi animals e metal, ribattezzate Veneranti nell'edizione dell'anime) sono il primo gruppo (e nell'anime l'unico) al servizio di Galaxia ad entrare in scena nella varie versioni della storia.
La loro origine diverge tra l'anime e il manga: nel primo sono guerriere Sailor divenute malvagie dopo che i loro Star Seed sono stati trafugati da Sailor Galaxia, la quale ha poi posto loro i Galactica Bracalet facendole divenire i suoi fantocci (infatti una volta tolti i bracciali loro muoiono), mentre nel secondo sono un gruppo di ragazze che hanno scelto di seguire la guerriera dopo aver assistito alla distruzione dei loro pianeti, con la promessa di una stella tutta loro e quindi con il fine di divenire anch'esse vere guerriere Sailor.
Nell'anime il loro ruolo è quello di trovare i Star Seed puri, travestite da giornaliste della rete televisiva Ginga TV (in Italia adattata in "Galaxy TV") e per ritirarsi dal campo di battaglia sono solite teletraportarsi in una cabina telefonica nera. Nel manga invece sono spedite in missione da Galaxia sulla Terra per recuperare i Sailor Crystal del Sistema Solare.

### Sailor Iron Mouse
Sailor Iron Mouse (セーラー・アイアン・マウス?, Sērā Aian Mausu) è la prima delle animamates ad apparire. Il suo pseudonimo umano è Chūko Nezu (根津 宙子?, Nezu Chūko). Il suo nome nell'edizione italiana dell'anime è Sailor Cuor di Ferro e il suo nome civile viene rivelato essere Elly. Ha una personalità un po' infantile e tende a scegliere le proprie vittime fra i personaggi famosi. È letteralmente terrorizzata da Sailor Galaxia, il suo capo, specie in conseguenza ai suoi svariati fallimenti, ed ha anche paura dei gatti. È molto bassa di statura, quasi alla stessa altezza di Chibiusa.
Nel manga Iron Mouse attacca durante un concerto dei Three Lights con il suo Galactica Crunch ma viene uccisa da Sailor Star Healer. È in seguito rivelato che Sailor Iron Mouse ha assistito alla distruzione del suo pianeta e all'uccisione della sua guerriera, Sailor Squit, e come le altre animamates ha seguito Galaxia per ottenere una stella tutta sua e divenire quindi una vera guerriera Sailor.
Nell'anime, Iron Mouse può spostarsi, come tutte le animamates, da un posto all'altro usando una cabina telefonica nera che compare all'occorrenza, e che in grado anche di farle da scudo. Quando è in borghese, Iron Mouse porta con sé un telefono nero nella propria borsa (non un cellulare), tramite il quale Galaxia si mette in contatto con lei. Nell'episodio 181 viene uccisa da Sailor Galaxia come punizione ai suoi fallimenti.
Si può tuttavia dire, anche se non viene visto direttamente nell'anime, che lo stato attuale di Iron Mouse, come quello delle altre animamates, sia quello di un personaggio vivente, in quanto alla fine della serie Sailor Galaxia, liberata dall'influenza di Chaos, libera tutti i semi di stella concedendo implicitamente nuova vita a tutti coloro ai quali li aveva sottratti.
È doppiata da Eriko Hara e Sena Koizumi (Sailor Moon Cosmos), nella versione giapponese, mentre da Cinzia Massironi in Italia. Nei musical è stata interpretata da Chie Maruyama, Aki Kudo e Shion Aoki.

### Sailor Aluminium Siren
Sailor Aluminum Siren (セーラー・アルーミナム・セイレーン?, Sērā Arūminamu Seirēn) è la seconda delle animamates ad apparire. Il suo pseudonimo umano è Reiko Aya (彩 れい子?, Aya Reiko), mentre il suo nome nell'adattamento italiano dell'anime è Sailor Fantasia. È estremamente educata (caratteristica raccomandatale dalla madre), ma anche svampita e ingenua quando non è "in servizio", oltre che sempre affamata. Cambia radicalmente quando entra in azione, diventando completamente spietata. Anche in queste occasioni rimane comunque un personaggio molto comico, come quando si presenta a Sailor Moon dandole il suo biglietto da visita in occasione del loro primo incontro.
Nel manga, Aluminium Siren nella sua prima apparizione attacca Usagi e Seiya con il suo "Galactica Tsunami". Riesce a prendere i semi di stella di Sailor Mercury e di Sailor Jupiter, ma viene uccisa dalle Sailor Starlights. È in seguito rivelato che Sailor Aluminium Siren ha assistito alla distruzione del suo pianeta e all'uccisione della sua guerriera, Sailor Mermaid, e come le altre animamates ha seguito Galaxia per ottenere una stella tutta sua e divenire quindi una vera guerriera Sailor.
Nella serie televisiva, Aluminium Siren assume l'identità di Aya Reiko, e lavora per la Ginga TV in coppia con Karasuma Akane, cioè Sailor Lead Crow, che rivela che una volta erano in competizione per diventare la migliore fra le animamates. Aluminium Siren riuscirà a scoprire l'identità umana di Sailor Moon, riuscendo quasi ad ucciderla, ma viene fermata in tempo dalle quattro guardian senshi e dalle starlights. Nonostante questi risultati, Aluminium Siren viene eliminata da Galaxia. Anche nell'anime, Aluminium Siren utilizza l'attacco Galactica Tsunami (chiamato in Italia Lingue di Fuoco Galattiche), benché in questa versione esso consista soltanto nel lanciare bottiglie, flaconi e lattine verso le guerriere Sailor.
Nel film del 2024 Pretty Guardian Sailor Moon Cosmos le vicende del personaggio rimangono immutate, ma il suo attacco (rappresentato come un'onda contenente varie meduse) viene ribattezzato Galattica Wave.
Ciò che tuttavia è stato detto per Iron Mouse vale anche per Alumunium Siren: il suo stato attuale deve essere considerato quello di un personaggio vivente, dal momento che anche il suo Star Seed è stato liberato alla fine della serie da Sailor Galaxia liberata dalla possessione di Chaos.
È doppiata da Kikuko Inoue e Ayumu Murase (Sailor Moon Cosmos), nella versione giapponese, mentre da Loredana Nicosia in Italia. Nei musical è stata interpretata da Anri Onuki e Yuka Kobayashi.

### Sailor Lead Crow
Sailor Lead Crow (セーラー・レッド・クロウ?, Sērā Reddo Kurou) è la terza delle animamates ad apparire. Il suo pseudonimo umano è Akane Karasuma (烏丸 あかね?, Karasuma Akane). Il suo nome nell'adattamento italiano è Sailor Vulcania nell'anime e Sailor Red Crow nella prima edizione del manga. Nell'anime per un certo periodo agisce in coppia con Sailor Alluminium Siren, finché questa non viene eliminata da Sailor Galaxia. È molto severa e razionale e per questa ragione non sembra andare molto d'accordo con la collega, a cui comunque è sinceramente affezionata.
Nel manga invece Lead Crow era una vecchia amica di Phobos e Deimos (i due corvi guardiani di Sailor Mars) con cui si allenava per diventare una guerriera, prima che le due gemelle fossero chiamate per diventare le partners della principessa di Marte.
Nel manga, Lead Crow nella sua prima apparizione attacca Phobos e Deimos col suo "Galactica Tornado", riuscendo a rubare i loro semi di stella, venendo però a sua volta uccisa da Sailor Moon. In seguito interviene Sailor Galaxia che riesce a rubare i semi di stella di Sailor Mars e Sailor Venus, uccidendole. È in seguito rivelato che Sailor Lead Crow si è unita a Galaxia dopo aver assistito alla distruzione del pianeta suo e di Phobos e Deimos e all'uccisione Sailor Koronis, segue Galaxia anche lei con il fine di avere una stella tutta sua e divenire quindi una vera guerriera Sailor.
Nell'anime Lead Crow viene presentata come la leader delle Animamates, ed è in competizione con Sailor Alluminium Siren, la sua collega. Tuttavia è piuttosto delusa dall'atteggiamento distratto e superficiale assunto dalla collega. Nonostante ciò sembra essere legata da una forte amicizia ad Alluminium Siren, cosa piuttosto insolita nei gruppi dei nemici. Quando questa viene eliminata da Galaxia, Lead Crow continuerà il lavoro da lei iniziato, ripensandola spesso nel corso degli episodi. Lead Crow verrà eliminata da un buco nero da lei stesso trasportato nel campo di battaglia all'interno di una fiala, ma sabotata da Sailor Tin Nyanko, sua partner per un breve periodo, fa in modo che sia Lead crow a finire nel buco nero.
Il suo stato attuale è da considerarsi incerto, in quanto dopo la liberazione di Sailor Galaxia da Chaos possa esser tornata in vita mediante il suo Star Seed.
È doppiata da Chiharu Suzuka e Yoko Hikasa (Sailor Moon Cosmos), nella versione giapponese, mentre da Monica Bonetto in Italia. Nei musical è stata interpretata da Ado Endoh e Iriya Yuto.

### Sailor Tin Nyanko
Sailor Tin Nyanko (セーラー・ティン・にゃんこ?, Sērā Tin Nyanko) è la quarta (e nell'anime è l'ultima) delle Animamates ad apparire. Il suo pseudonimo umano è Nyanko Suzu, grazie al quale, nel manga,si infiltra nella scuola di Sailor Moon sotto le mentite spoglie di una normale studentessa; nell'anime Nyanko Suzu è una giornalista della Ginga TV. Nell'adattamento italiano dell'anime il suo nome è stato sostituito con Sailor Metallia, non viene invece mai citato l'adattamento del nome del suo pseudonimo umano.
Nel manga, Tin Nyanko finge di essere una studentessa trasferita dalla Libia e cerca di fare amicizia con Usagi, mettendola in guardia contro i Three Lights. Come già aveva fatto Lead Crow, si confronta anche con Luna, Artemis e Diana, provenienti dal suo stesso pianeta, ferendoli col suo Galactica Puppet. Sailor Star Fighter la colpisce, ma Tin Nyanko riesce a fuggire, solo per essere finita da Sailor Galaxia. Prima che attaccasse Luna, Artemis e Dianache la guerriera Sailor Mau, del suo pianeta e lo stesso di Luna e Artemis, è morta e che il loro pianeta è stato distrutto.
Nell'anime Tin Nyanko viene introdotta come rivale di Sailor Alluminium Siren e Sailor Lead Crow, ed è in parte responsabile della morte di entrambe. Viene a conoscenza della reale identità di Sailor Moon, e durante il loro confronto Sailor Moon tenta di purificarla riuscendo però a spazzarle via uno dei due galactica bracelet. Questo fa emergere la vera identità di Sailor Tin Nyanko, che si alterna con quella malvagia. Simbolicamente la sua divisa diventa per metà bianca e per metà nera. Galaxia risolve la situazione nell'episodio seguente rimuovendo anche l'altro braccialetto e uccidendola.
Il suo stato attuale è però da considerarsi quello di un personaggio vivente, poiché Sailor Galaxia, una volta liberata da Chaos, libererà tutti gli Star Seed che aveva raccolto nella galassia riaccompagnandoli nel luogo in cui devono stare.
È doppiata da Ikue Ōtani e Mariya Ise (Sailor Moon Cosmos), nella versione giapponese, mentre da Lorella De Luca nell'adattamento italiano. Nei musical è stata interpretata da Tomomi Seo, Toni Hosokawa e Miyu Hasigaki.

### Sailor Heavy Metal Papillon
Sailor Heavy Metal Papillon (セーラー・ヘビーメタル・パ ピヨン?, Sērā Hebīmetaru Papiyon) è la quinta delle Sailor Animamates ad apparire, e compare solo nel manga, nei musical e nei film dell’2023. Nell'artbook Materials Collection, la parola "Heavy" viene omessa dal suo nome. Viene presentata come leader delle Animamates, mentre è un personaggio totalmente assente nell'anime.
Sailor Heavy Metal Papillon proviene dal pianeta Cocoon si allea con Sailor Galaxia per ottenere in futuro una stella tutta sua. Nell'artbook Materials Collection l'autrice scrive anche che Sailor Heavy Metal Papillon può manipolare il fuoco, e le conferisce l'attacco "Galactica Scales" benché esso non venga mai nominato nel manga. Si presenta come ultima Sailor Animamates dello spirito cacciatore e mostra a Sailor Moon e a ChibiChibi le lapidi che ha costruito per loro e le tombe delle già defunte Sailor Starlights, prima di sferrare il proprio attacco. È risolutivo l'intervento di Sailor Chibi Moon, che insieme al Sailor Quartet, uccide Heavy Metal Papillon.
Nei musical è stata interpretata da Keiko Endoh e doppiata da Haruka Kudo

### Sailor Pewter Fox
Sailor Pewter Fox sembra essere il rimpiazzo nei musical del leader delle animamates, dato che nel particolare musical in cui appare non erano presenti ne Sailor Heavy Metal Papillon ne Sailor Lead Crow. Il suo principale attacco è chiamato Galactica Mirage, e si unisce a Tin Nyanko e a Titanum Kerokko nel Galactica Twister. Non si sa molto su di lei, se non che è stato sottomessa alla volontà di Sailor Galaxia.
È stata interpretata da due attrici, Rei Ku e Junko Iemura.

### Sailor Titanium Kerokko
Sailor Titanium Kerokko appare soltanto in due versioni del musical di Sailor Stars, ed in un altro in cui però viene chiamata Sailor Mitis Kerokko.
Il suo nome proviene dall'onomatopea giapponese per il gracidare delle rane. Come tutte le altre Veneranti indossa braccialetti dorati, ciò implica che non ha più il suo Star Seed. Non si sa molto su di lei, se non che è stato sottomessa alla volontà di Sailor Galaxia. Non ha attacchi propri, e si unisce solo a Tin Nyanko e Pewter Fox nel Galactica Twister.
È stata interpretata da due attrici, Haruko Yamaguchi e Megumi Wakamatsu.

## Phage
Con il termine phage (ファージ?, fāji, in Italia Automi) ci si riferisce alle creature usate nel corso delle puntate dell'anime dalle quattro Animamates (Sailor Iron Mouse, Sailor Aluminium Siren, Sailor Lead Crow e Sailor Tin Nyanko) per combattere le guerriere Sailor. Si tratta di esseri umani una volta che il loro Star Seed viene estratto e se questi non è uno star seed originale si inscurisce e dà vita al phage. Normalmente vengono riportati al loro stato normale dal potere di Eternal Sailor Moon.
Tutti i phage assumono la propria forma in base alla personalità dominante dell'umano in questione a cui è stato estratto lo Star Seed, con relativi comportamenti esagerati e spesso decisamente comici. Ogni phage ha inoltre il nome anticipato dalla parola "sailor", in quanto considerabile un mostro-parodia delle Sailor Senshi stesse.
Qui sotto è riportato un elenco dei Phage, con il nome italiano riportato fra parentesi:
- Sailor Buri o Sailor Pretty: Trasformazione dell'attrice Alice Itsuki (episodio 173)
- Sailor Guts: Trasformazione del giocatore di football Yuji Kayama (episodio 174)
- Sailor Gekisha o Sailor Picture: Trasformazione della fotografa Saki Itabashi (episodio 175)
- Sailor Director (Regista Cattiva): Trasformazione della suora/regista Akane Gushiken (episodio 176). Da notare che nell'edizione italiana il personaggio di Suor Akane è stato diviso in due gemelle (la regista Cinzia e sua sorella Suor Marta), in modo simile a quanto è accaduto a Seira di Saint Tail (diviso nelle gemelle Mara e Sara).
- Sailor Teacher: Trasformazione del Professore Amanogawa (episodio 177)
- Sailor Ojou (Attrice Cattiva): Trasformazione della cantante Noriko Okamachi (episodio 178)
- Sailor Chef  (Cuoco Cattivo): Trasformazione del cuoco televisivo Mr. Yoshinogawa (episodio 179)
- Sailor Conductor (Direttore d'orchestra cattivo): Trasformazione del direttore d'orchestra Garayan  (episodio 180)
- Sailor Cop (Poliziotto Cattivo): Trasformazione del capo della polizia Kaeasuma (episodio 182)
- Sailor Artist (セーラーアーティスト?, Sērā Ātisuto)[12]: Trasformazione dello scultore Kengo Ibuki (cugino di Sailor Mars, in Italia Thomas) (episodio 18)
- Sailor Sommelier: Trasformazione del giornalista gastronomico Jun Godai (episodio 184)
- Sailor Doctor (Dottore Cattivo): Trasformazione di un dottore (episodio 185)
- Sailor Antique (Collezionista Cattivo): Trasformazione del collezionista d'antiquariato Jyotaro Kiriyama (episodio 186)
- Sailor Leaguer (Campionessa Cattiva): Trasformazione della giocatrice di baseball Ijuhin Sonoko (episodio 187)
- Sailor Stewardess (Hostess Cattive): Trasformazione di tre hostess di un aereo (episodio 188)
- Sailor DJ (DJ Cattivo): Trasformazione del DJ Jack (episodio 189)
- Sailor Amuse (Pagliaccio Cattivo): Trasformazione del padrone di un luna park Takedo Shino (episodio 190)
- Sailor Gamer: Trasformazione della campionessa di videogiochi Reiko Kanagawa (episodio 191)
- Sailor Musician (Musicista Cattivo): Trasformazione del compositore Takuya Moroboshi (episodio 192)

In Italia la maggioranza dei Phage vengono chiamati aggiungendo la parola "cattivo" a ciò che la loro forma ricorda (es. Sailor Cop diventa "Poliziotto Cattivo"). Fanno eccezione alcuni mostri di cui non viene pronunciato il nome: i primi tre mostri Sailor Buri (che non si presenta), Sailor Guts (si presenta dicendo "Sono un Guerriero Sailor") e Sailor Picture. Ad essi s'aggiungono Shippai Sakuda (a cui, come nella versione originale, non viene dato un nome se non nell'artbook Sailor Star Memorial), Sailor Teacher (che si limita a ridere), Sailor Gamer (che esclama "Videogame!") e Sailor Sommelier, che si presenta dicendo semplicemente "Sono un sommelier!". Quando periscono e spariscono, riprendendo la loro forma umana, i phage in lingua originale urlano: "Beautiful!".